# Oreella chugachii
Espèce
Oreella chugachii est une espèce de tardigrades de la famille des Oreellidae. 

## Distribution
Cette espèce est endémique d'Alaska aux États-Unis. Elle a été découverte à Girdwood.

## Étymologie
Son nom d'espèce lui a été donné en référence au lieu de sa découverte, la forêt nationale de Chugach.

## Publication originale
- Calloway, Miller, Johansson & Whiting, 2011 : Tardigrades of North America: Oreella chugachii, a new species (Heterotardigrada, Echiniscoide, Oreellidae) from Alaska. Proceedings of the Biological Society of Washington, vol. 124, no 1, p. 28-39.